# Tetraloniella flavifasciata
Tetraloniella flavifasciata är en biart som först beskrevs av Cockerell 1949.  Tetraloniella flavifasciata ingår i släktet Tetraloniella och familjen långtungebin. Inga underarter finns listade i Catalogue of Life.